# Danse du Soleil
Ne doit pas être confondu avec le Miracle du soleil, également appelé danse du soleil, observé à Fátima en 1917

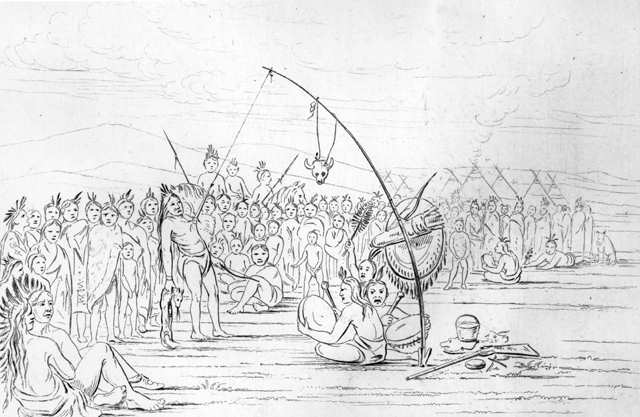
Croquis de la danse du soleil des Sioux par George Catlin (vers 1851).

La cérémonie de la danse « en regardant le soleil » appelée bien souvent, à tort, la danse du soleil est un rituel religieux pratiqué par plusieurs tribus amérindiennes d'Amérique du Nord. C’est l'un des rites les plus importants et les plus spectaculaires chez les Indiens des Plaines.
Elle a lieu une fois par an pendant le solstice d'été, durant la pleine lune, de fin juin ou début juillet. La célébration pouvait durer quatre à huit jours. Elle entend représenter symboliquement la continuité qui existe entre la vie et la mort et affirmer que la mort n'était pas une fin, mais le début d'un nouveau cycle.
Chaque tribu pratique ses propres rituels et ses propres danses, mais ces cérémonies possèdent de nombreux points communs, comme la danse, les chants, les prières, le tambour, les visions, le jeûne et dans certains cas, l'auto-mutilation de la poitrine ou du dos.

## Histoire
Les premières observations occidentales de danses du soleil, chez les Lakotas, semblent remonter au début du XVIIIe siècle.
Ces premiers observateurs extérieurs ont été particulièrement impressionnés par les blessures que de nombreux jeunes hommes s'infligeaient à eux-mêmes au cours du rituel. Frederick Schwatka écrivit notamment le texte suivant au sujet d'une danse du soleil des Lakotas, ou les Sioux, dont il fut témoin à la fin du XIXe siècle :

« Chacun des jeunes hommes se présentait à un homme-médecine. Celui-ci, prenait la peau de la poitrine du guerrier entre le pouce et l'index pour former un pli qu’il transperçait à l’aide d’un couteau à lame très étroite et tranchante, puis y insérait un os solide, de la taille d'un crayon de charpentier. Ce dernier était attaché à une longue corde fixée, à son autre extrémité, au sommet du mât du soleil situé au centre de l'arène. Le but à atteindre pour l’adepte était de se libérer de cette entrave. Pour cela, il devait faire en sorte que la peau de sa poitrine se déchire sous la traction des broches qui transpercent sa chair, atroce épreuve qui, même pour les plus résolus pouvait nécessiter de longues heures de torture. »

En fait, l'objet de cette transfixion est de s’offrir en sacrifice au Grand Esprit et de prier en étant relié à l'arbre de vie, en communication directe avec Wakan Tanka. La chair se déchire au moment où l'homme s’éloigne de l'arbre en se ruant vers l'arrière au moment indiqué par le guide de la danse. Il s'agit là d'une forme de prière qui se manifeste par un autosacrifice pour la communauté et le peuple.
Bien que seules certaines tribus pratiquent ce rituel au cours de leurs danses, le gouvernement canadien a déclaré illégale la danse du soleil dès 1880, suivi par le gouvernement fédéral des États-Unis en 1904. Les autorités américaines se sont servies de l'aspect jugé « barbare » de ce rituel et des pratiques d’auto-mutilation qu’il comportait, pour l’interdire et déposséder ainsi les Amérindiens de leurs traditions et de leurs coutumes. Ceux qui la pratiquaient étaient inculpés de ce qui était qualifié de « délit indien ». C'est pourquoi les Indiens des Plaines les organisaient en secret dans des sites sacrés comme les roues médecine.
Certains Amérindiens acceptèrent d'interpréter la cérémonie proscrite pour des publics blancs à la recherche de sensations, simulant le « percement » des chairs au moyen de harnais. Beaucoup continuèrent à la célébrer en secret, afin que le rituel de renouveau qu'elle signifie puisse conserver toute son efficacité et que les cycles naturels puissent se perpétuer. En 1934, l'Indian Reorganization Act a autorisé le « percement » des chairs des danseurs, mais il fallut attendre les années 1960 et le développement du militantisme amérindien pour assister à une véritable renaissance dès 1968. Cette cérémonie sacrée, ainsi que la cérémonie de la hutte à sudation est de plus en plus pratiquée chez les Lakotas d'aujourd'hui.
La Danse du Soleil, désormais à nouveau légale, est pratiquée aux États-Unis (depuis la présidence de Jimmy Carter) et au Canada, elle se déroule annuellement sur chaque réserve des plaines et dans quelques zones urbaines.
Les femmes sont autorisées à danser, mais ne sont pas obligées, contrairement aux hommes, de se transpercer la peau dans les danses où cette pratique est requise (certaines tribus ne pratiquent pas ce rituel, comme les Shoshones du Wyoming). Elles peuvent cependant le faire si elles le désirent, mais les femmes se font inciser le haut du bras et une plume d’aigle est fixée dans la plaie, jusqu'à ce que la chair se déchire. Un danseur du soleil doit s'engager à danser quatre années de suite, dans la direction des quatre points cardinaux.

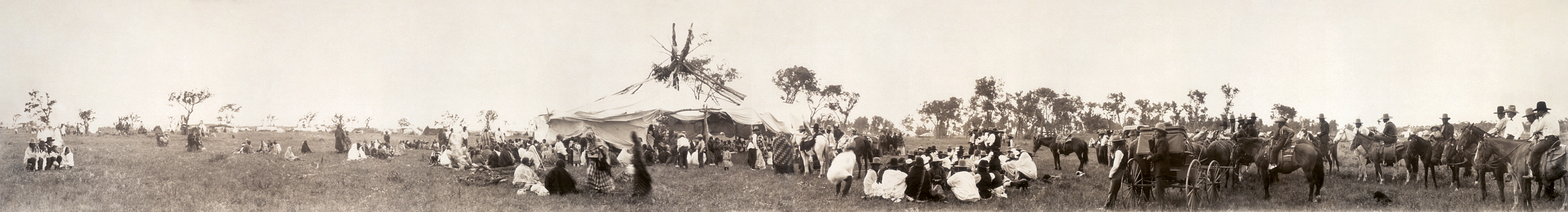
Rassemblement de Cheyennes pour une danse du soleil, vers 1909.

## Tribus pratiquant traditionnellement la Danse du Soleil
À l’origine, les tribus nord-américaines qui pratiquaient la Danse du soleil étaient les suivantes : Arapaho, Arikara, Assiniboine, Cheyenne, Crow, Gros Ventre, Hidatsa, Lakota, Cris des plaines, Ojibwés des plaines, Sarasi, Omaha, Ponca, Ute, Shoshone, Kiowa et Pieds-Noirs.
Le rituel de la Danse du Soleil pouvait varier d'une tribu à l'autre. Pour celles qui tiraient leur subsistance de la chasse au bison, la Danse du Soleil était la cérémonie religieuse la plus importante. Ce rite célébrait la renaissance des participants et de leurs familles ainsi que le renouveau du monde terrestre. Le rituel comprenait des sacrifices et les adeptes s’infligeaient volontairement des souffrances afin de garantir l'harmonie entre les êtres vivants et renouveler leur attachement à leur communauté, à leur culture et leur foi dans les esprits qui gouvernent le monde. Ce rituel est encore pratiqué de nos jours. Autrefois, il était également destiné à favoriser le retour des troupeaux de bisons.

## La préparation de la cérémonie
Un chaman était chargé d’organiser la cérémonie. Il donnait ses instructions pour la construction de la hutte de la danse. Les hommes les plus importants de la tribu devaient se mettre en quête d'un arbre dont la cime se terminait en forme de fourche.
La « capture de l’arbre » est toujours confiée à des vieilles femmes, en général la plus âgée du camp qui conduit une procession de jeunes filles, habillées des belles robes de cuir brodées de perles qu'elles portent lors des grandes occasions. Malheur à la fille qui prétend être vierge et se joint à la cérémonie, si sa réputation est publiquement contestée, elle sera sévèrement punie. Le rôle des jeunes filles est d’élaguer l'arbre de ses branches aussi haut que possible sans l’abattre. Lorsqu’il aura été dépouillé de ses branches, jusqu’au plus près possible du sommet, les broussailles et les arbres l’entourant jusqu’à une distance considérable, sont arrachés et il sera encore debout pour la deuxième journée de la cérémonie.
Cet arbre servait de mât central. Des guerriers devaient ensuite l'attaquer avec leurs fusils et leurs arcs et une fois qu'il était « mort », il était coupé.
En général le signal de l’attaque est donné par un vieux guerrier, posté sur une colline face à l’est, un genou à terre, la paume de la main au-dessus des sourcils pour protéger ses yeux de l’éblouissement du soleil. Dès que le soleil apparaît à l’horizon, il se dresse de toute sa hauteur et dans un geste lent et plein de dignité lève son bras, recouvert d’une couverture, au-dessus de sa tête et donne l’alerte d’un cri strident : Le soleil levant avait envoyé l’ordre à ses guerriers sur terre de charger.
Le cri de la colline a été repris par un millier d'hommes dans la vallée, il a été entendu par les spectateurs sur les collines alors que la longue ligne de guerriers, se précipitaient vers le mât du soleil.
Il s’agit d’un véritable simulacre d’attaque contre l’arbre qui représente symboliquement un ennemi. Frederick Schwatka décrit une scène impressionnante où une troupe de guerriers à cheval se lance au galop à l’assaut de l’arbre, quitte à piétiner celui qui aura le malheur de tomber de sa monture :
Chaque tir, chaque flèche et chaque lance était dirigé vers le fut de l’arbre, l'écorce et les morceaux de bois volaient de tous côtés, comme les copeaux provenant d’un rabot rotatif. Lorsque les fusils étaient déchargés et la réserve de flèches et de lances épuisée, les coureurs se rassemblaient autour du mât en hurlant.
Puis, on plaçait dans la fourche un paquet qui contenait des broussailles, de la peau de bison et du tabac. On plaçait également les effigies du bison et de l'homme, de larges bandes d'étoffes, dont les couleurs symbolisaient les points cardinaux. Ensuite, l'arbre était transporté sur les lieux de la cérémonie, comme le corps d’un ennemi vaincu.
On sacrifiait alors un bison. Sa tête avec la peau du corps entier était attachée tout en haut du mât. La tête de bison était tournée à l'est, vers le soleil levant et une structure était construite autour de l’arbre par le danseur principal et les hommes de son clan.
Le mât représentait le centre du monde ou le Grand esprit (Wakan Tanka) et reliait symboliquement le ciel à la terre. Autour de ce poteau central, à environ vingt-cinq mètres, vingt-huit autres sont plantés en cercle, figurant les vingt-huit jours du cycle lunaire et correspondant aux vingt-huit côtes du bison. Des perches étaient fixées à leurs cimes puis reliées au mât central. La fourche du mât représentait le nid d'un aigle, un des animaux sacrés des indiens, parce qu'il peut voler très haut et que c'est l'oiseau qui se rapproche le plus du soleil. C'est pour cela qu'il est le lien entre l'Homme et le Ciel, le messager qui porte les prières des hommes jusqu'à Dieu (Wakan Tanka). L'aigle facilite la communication avec les Esprits pendant la Danse du Soleil. Les plumes de l'aigle ont aussi une vertu curative, ainsi le chaman va toucher l'arbre-mât avec une plume d'aigle qu'il va ensuite appliquer sur le corps d'un malade, transférant ainsi l'énergie du mât au malade. Les sifflets en os d'aigle dont on joue durant les danses sont censés évoquer la voix de Wakan Tanka, tandis que les tambours qui les accompagnent sont le « souffle palpitant de l'univers ».

## L’invocation du bison
L'autre animal sacré des Amérindiens était le bison, il apparaissait souvent au début du rituel. Les Shoshones croyaient que c'était le bison qui avait enseigné à l'homme les rituels de la Danse du soleil. On dédiait des chants et des danses à cet animal parce qu'il symbolisait la vie.
Les Amérindiens dépendaient du bison pour manger, s'habiller, fabriquer leurs tipis, armes et divers ustensiles.
Suivant les tribus, le bison participait de différentes façons à la Danse du Soleil. Les Cheyennes avaient décrété que tous les objets sacrés introduits dans la Danse du Soleil devaient être liés au bison. Les Lakotas plaçaient un pénis séché de bison contre le mât-soleil pour décupler la virilité des danseurs. Le crâne de bison était utilisé comme une entité à part entière dans le déroulement de la danse. Les Cheyennes remplissaient les cavités des yeux et du nez d'un crâne de bison avec de l'herbe qui représentait une nourriture abondante pour cet animal, et donc aussi pour les hommes. Les Sioux Dakota croyaient que les os se régénèraient en un nouveau bison parce que, selon eux, l'âme avait son siège dans les os. Réduire une chose vivante à un état de squelette c'était lui permettre de rentrer à nouveau dans la vie, une forme de renaissance spirituelle. Pendant la Danse du Soleil, le bison apparaissait souvent dans les visions des danseurs où ils pouvaient défier le bison en le chargeant mais où l’animal pouvait également les assommer en les bousculant. Si un danseur perdait connaissance trop longtemps, cela signifiait qu'il avait eu peur d'affronter le bison. Chaque participant devait défier le bison, c'est lui qui décidait alors si cette personne valait la peine que ses prières soient écoutées. Si dans ce face-à-face spirituel, le danseur pouvait voir la foule rassemblée tout autour de lui à travers l'œil du bison, cela signifiait qu’il ne faisait plus qu'un avec le bison.
Participer à la Danse du Soleil c'était aussi résoudre un conflit interne : respecter le bison qui est un animal sage et puissant mais devoir le tuer pour survivre. L'adoration du bison permettait de le traiter avec respect, de lui redonner la vie que le chasseur devait prendre pour se nourrir. Les Indiens pensaient aussi que le bison fait don de lui-même pour leur permettre de vivre, il est donc normal de lui donner quelque chose en retour, en signe de gratitude. Le sacrifice par le jeûne, la soif et l'auto-flagellation ou l’auto-mutilation étaient autant de gestes de gratitude envers lui.

## Déroulement de la Danse du Soleil
La véritable cérémonie commençait la dernière nuit, une nuit de pleine lune par la Moon dance et se terminait le soir au coucher du soleil.
Chaque participant à la cérémonie reçoit des décorations peintes en fonction des danses qu’il doit accomplir :
- La première danse consistait à regarder fixement le soleil et la deuxième à regarder fixement le bison soleil au sommet du poteau. C’est à partir de la deuxième danse que l’on pratiquait des incisions derrière les omoplates pour y passer des broches de bois auxquelles serait attaché un crâne de bison.
- La troisième consistait à regarder fixement le soleil attaché à un poteau. Pour la troisième danse, les participants recevaient des incisions dans le dos et sur la poitrine pour être attachés au poteau.
- La quatrième danse consistait à regarder fixement le soleil tout en étant suspendu au mât. Pour cette dernière danse, les incisions n’étaient pratiquées que sous les pectoraux.

Le don de son corps était considéré comme le plus grand des sacrifices. Chaque participant se présentait devant l'homme-médecine qui pinçait entre son index et son pouce une partie de la peau de la poitrine des adeptes. Avec un couteau aiguisé, il transperçait cette partie du corps et y glissait une baguette en os ou en bois. Cette « broche » était ensuite reliée à l'aide d'une lanière de cuir au mât sacré. Ces lanières étaient censées représenter les rayons de lumière émanant du Grand Esprit.
L'homme devait ensuite se libérer en tirant sur cette lanière. Souvent, il y avait une demi-douzaine de guerriers qui dansaient autour du mât, courant vers le poteau puis se jetant en arrière avec la rapidité d'un cheval de guerre et la férocité d'un lion dans le but d'arracher les broches de leur chair blessée.
En général, en deux ou trois heures, la victime parvenait à se libérer, mais il existe de nombreux cas où il était nécessaire de doubler et même de tripler ce temps.
Il y avait trois manières d'offrir sa souffrance : fixer le soleil en étant percé, en étant suspendu, ou en tirant des crânes de bisons accrochés aux lanières qui étaient fixées dans le dos. Il était aussi possible aux danseurs d'offrir des morceaux de leur chair à leurs parents ou amis. Cette auto-torture symbolisait une renaissance. La douleur représentant la mort, la libération de cette entrave symbolisait la résurrection, physique et spirituelle de l'homme, des bisons mais aussi de tout l'univers. Quand les danseurs étaient tous libérés, la Danse du Soleil était terminée. Lorsque la journée est presque terminée et le dieu solaire presque à l'ouest, les guerriers torturés sortent de l’arène un par un, et juste à l'extérieur de la porte, couverts d’une peau de bison très joliment décorée, ils s'agenouillent, les bras croisés sur leur poitrine sanglante, ainsi que la tête inclinée face au soleil couchant, qu’ils lèveront seulement quand il aura disparu.
On allongeait alors les danseurs sur des lits de sauge, où ils continuaient à jeûner et racontaient leurs visions au chaman. On en faisait de nouvelles chansons, de nouveau pas de danses. On en tirait même des prophéties. Quand la tribu était prête à lever le camp, les objets sacrés étaient empilés au pied du mât. On ne les emportait pas parce qu'ils étaient trop sacrés pour être utilisé à nouveau et qu’ils devaient retourner à la nature.
Beaucoup d'autres variantes ont été signalées, comme celle qui consistait à attacher une selle ou un crâne de bison à l’extrémité de la longue corde attachée à la broche et de courir à travers la prairie et les bois, la victime traînant la selle ou le crâne attaché jusqu'à ce qu'il se libère lui-même. Ou encore soulever l'homme torturé du sol en le tirant avec des cordes jusqu’à évanouissement, ou jusqu'à ce que son poids ait vaincu la résistance de sa peau distendue. C’est cette variante qui était pratiquée par les Mandans sous le nom d’Okipa.
En se libérant de ces broches durant la danse, ces hommes ne faisaient pas seulement preuve de leur bravoure et de leur résistance à la douleur, car comme l'explique un homme médecine : « c'est comme si nous étions délivrés des liens de la chair. »
Les jeunes Amérindiens qui participaient à ce rituel très particulier de la Danse du Soleil, y étaient préparés durant toute l’année précédente, sous l'œil attentif de l'homme-médecine. Au XIXe siècle, les blancs furent choqués par les tortures que s'infligeaient les danseurs et en 1881 elle fut donc interdite.

## La danse du soleil au Canada
Bien que le gouvernement du Canada, par l'entremise du ministère des Affaires indiennes, ait ouvertement persécuté les adeptes de la danse du soleil et tenté d’éradiquer cette pratique, la cérémonie n'a jamais été interdite par la loi. Le sacrifice de la chair et des échanges de cadeaux ont été interdits par la loi en 1895 par le biais d'un amendement à la Loi sur les Indiens, mais il ne s’agissait pas d’éléments essentiels de la cérémonie. Indépendamment de la loi, les agents des affaires Indiennes, sur la base de directives de leurs supérieurs, sont systématiquement intervenus, pour décourager et empêcher la danse du soleil dans la plupart des réserves des plaines à partir de 1882 et jusqu'en 1940. En dépit de l’interdiction, les adeptes de la danse du soleil, tels que les Cris des Plaines, les Saulteaux, et les Pieds-Noirs, ont continué de pratiquer la danse du soleil pendant toute cette période de persécutions, à l’exception des rituels prohibés, certains dans la clandestinité, et d'autres avec l’autorisation des autorités. Au moins une danse du soleil a eu lieu chaque année chez les Cris ou les Saulteaux depuis 1880 dans les plaines canadiennes. En 1951, le gouvernement a modifié l’Indian Act et a abrogé le projet de loi qui interdisait le sacrifice de la chair et les échanges de sang à sang.
Au Canada, la danse du soleil est connue par les Cris des plaines sous le nom de danse de la soif, par les Saulteaux (Ojibwés des plaines), sous le nom de danse de la pluie et par les Pieds-Noirs (Siksika, Kainai et Piikani) sous le nom de danse médecine. Elle a également été pratiquée par les Dakota et les Nakota canadiens, les Dénés, et les Assiniboines canadiens.

## Cinéma et télévision

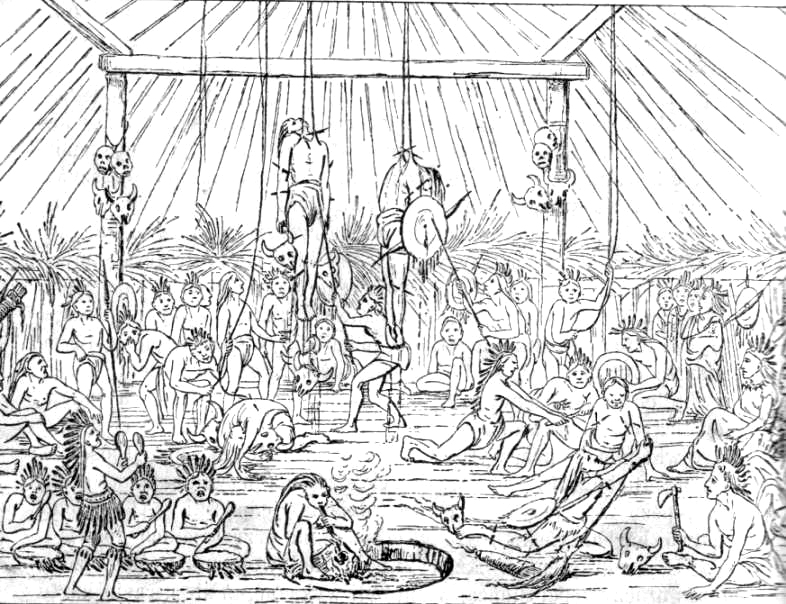
Croquis de la cérémonie de l’Okipa chez les Mandans par George Catlin.

- Native Spirit and the Sun Dance Way, World Wisdom 2007. Thomas Yellowtail, un Crow homme-médecine réputé et chef de la danse du soleil pendant plus de trente ans, décrit et explique l'ancienne cérémonie qui est considérée comme sacrée par la tribu des Crow[6].
- Bien que la danse n'y soit pas mise en scène, de nombreux amérindiens filmés torse nu dans la série télévisée Docteur Quinn, femme médecin, présentent des cicatrices identifiées comme des cicatrices de danse du soleil par Byron Sully, l’amoureux du Dr Quinn, qui a adopté le mode de vie des Cheyennes.
- Une version romantique et hollywoodienne de la cérémonie de la danse du soleil est mise en scène dans le film Un homme nommé cheval, avec l'acteur Richard Harris dans le rôle-titre. Bien qu'elle soit basée sur des récits historiques, la scène est critiquée pour sa représentation de la danse du soleil comme une épreuve initiatique plutôt que comme une cérémonie religieuse.

## Bande dessinée
Le deuxième album de bande dessinée de la série en trois albums Celui qui est né deux fois de l'auteur suisse Derib a pour titre La danse du soleil (1984,  (ISBN 2-8036-0442-6) et raconte en images la danse en regardant le soleil chez la nation sioux.